# Diplomatstaden

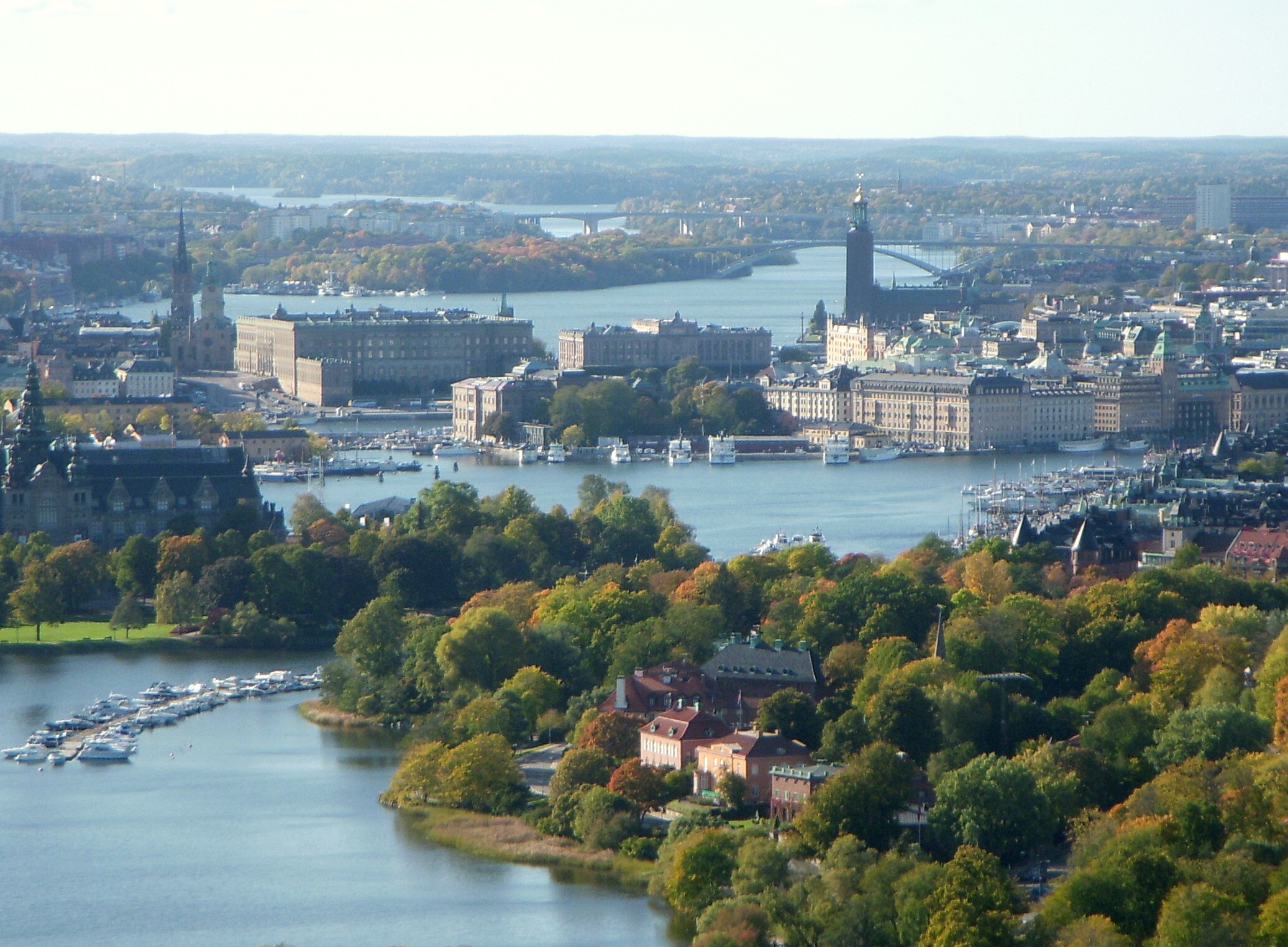
Vy över Diplomatstadens läge i Stockholm i förgrunden vid Djurgårdsbrunnsviken, 2009.

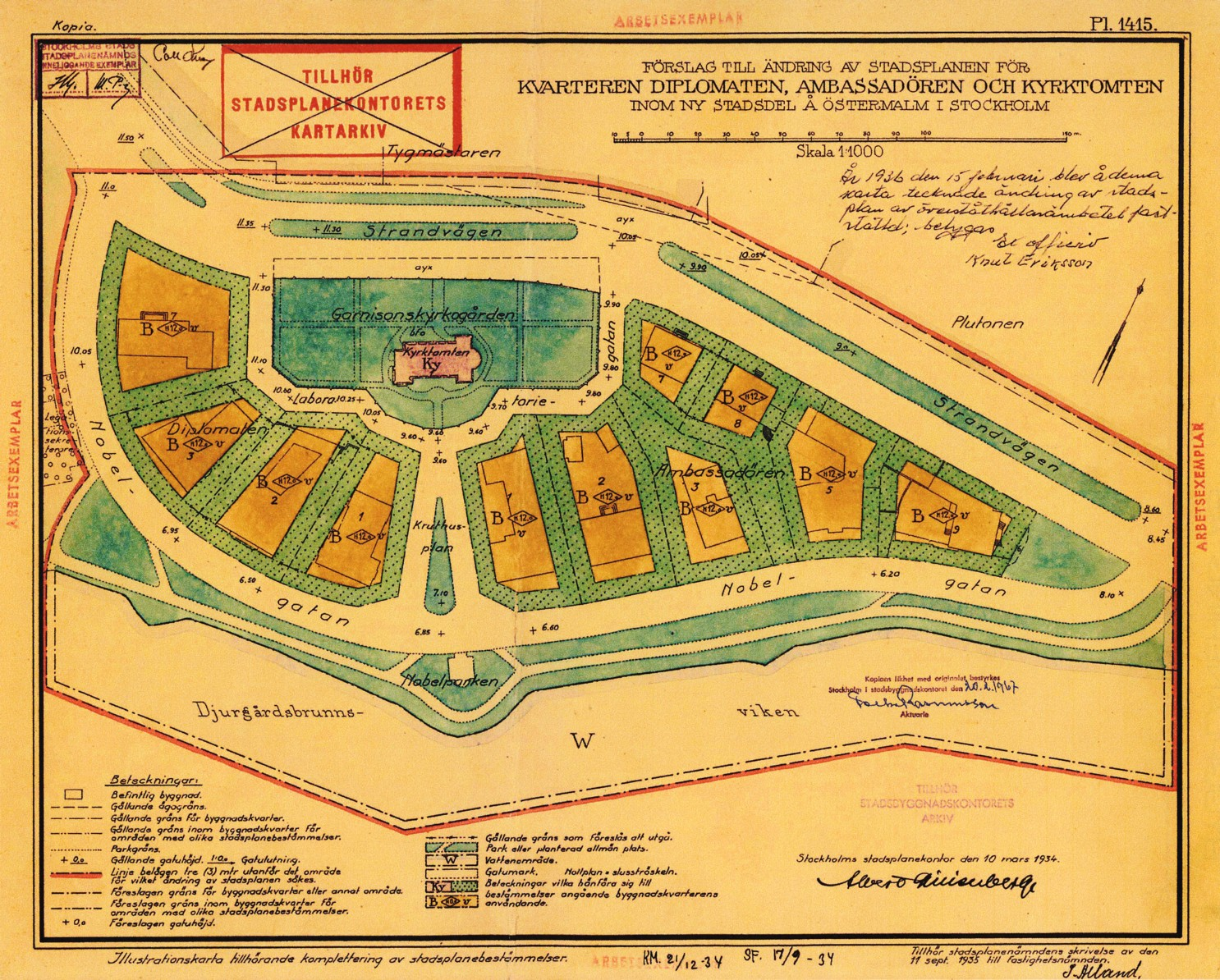
Stadsplan för kv Diplomaten, kv Ambassadören och kv Legationssekreteraren, 1934.

Diplomatstaden är ett område inom stadsdelen Östermalm i Stockholms innerstad, som utmärks av tolv palatsliknande villor eller townhouses från 1910- och 1920-talen, Engelska kyrkan samt ett antal mer sentida beskickningsbyggnader.
Områdets villakvarter gavs namnen Ambassadören och Diplomaten, men beboddes i början huvudsakligen av förmögna privatpersoner. Efter hand kom området dock att domineras av ambassader och residens. Under 1950-talet påbörjades uppförandet av modernare ambassadbyggnader norr om Dag Hammarskjölds väg.
Diplomatstaden är klassad som riksintresse för kulturmiljövård och områdets villor betingar de högsta priserna i Sverige.

## Avgränsning

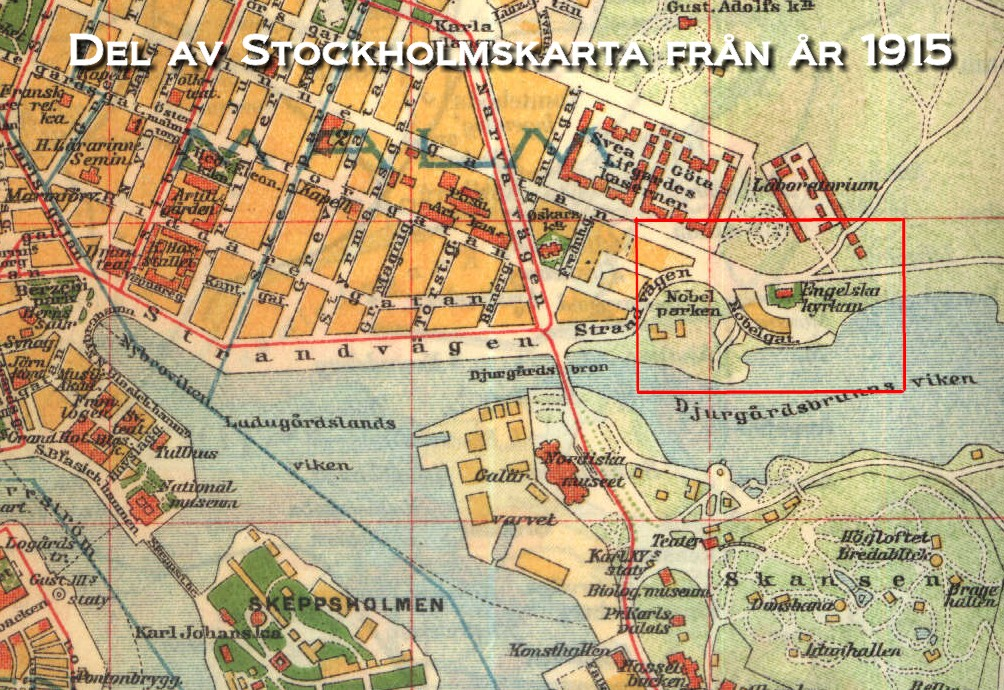
Diplomatstadens läge, karta från 1915.

Diplomatstaden avsåg ursprungligen enbart villaområdet i anslutning till Nobelgatan, i stora drag avgränsat av Nobelparken i väster, Dag Hammarskjölds väg i norr och Djurgårdsbrunnsviken i söder. Genom tillkomsten av ambassadbyggnaderna norr om Dag Hammarskjölds väg och mellan Gärdesgatan och Skarpögatan under 1950- och 1960-talen räknas dessa ibland också in i Diplomatstaden.
Det finns även en officiell indelning av stadsområden i så kallade basområden. Enligt denna omfattar Diplomatstaden utöver villa- och ambassadkvarteren även Nobelparken, Berwaldhallen och byggnaderna för Sveriges Radio och Sveriges Television vid Oxenstiernsgatan. Denna artikel beskriver de klassiska villakvarteren och de nyare ambassadkvarteren.

## Historik
I början av 1400-talet fanns här en kungsladugård på Vädla bys mark. Driften lades ner på 1670-talet och ett laboratorium för krut- och ammunitionstillverkning flyttade in i byggnaden. Vid en explosion i laboratoriet 1716 raserades hela byggnaden, varefter ett nytt laboratorium byggdes upp på nuvarande Sveriges Radios område. Några gamla byggnader finns ännu kvar som exempelvis Törnerska villan och gatunamn som Laboratoriegatan och Kruthusplan, som går genom villakvarteren, påminner om den tidigare verksamheten. Inom området, norr om Engelska kyrkan, ligger även den numera stängda Artillerikyrkogården, som sedan 1997 är klassat som ett fornminne.

## Villakvarteren

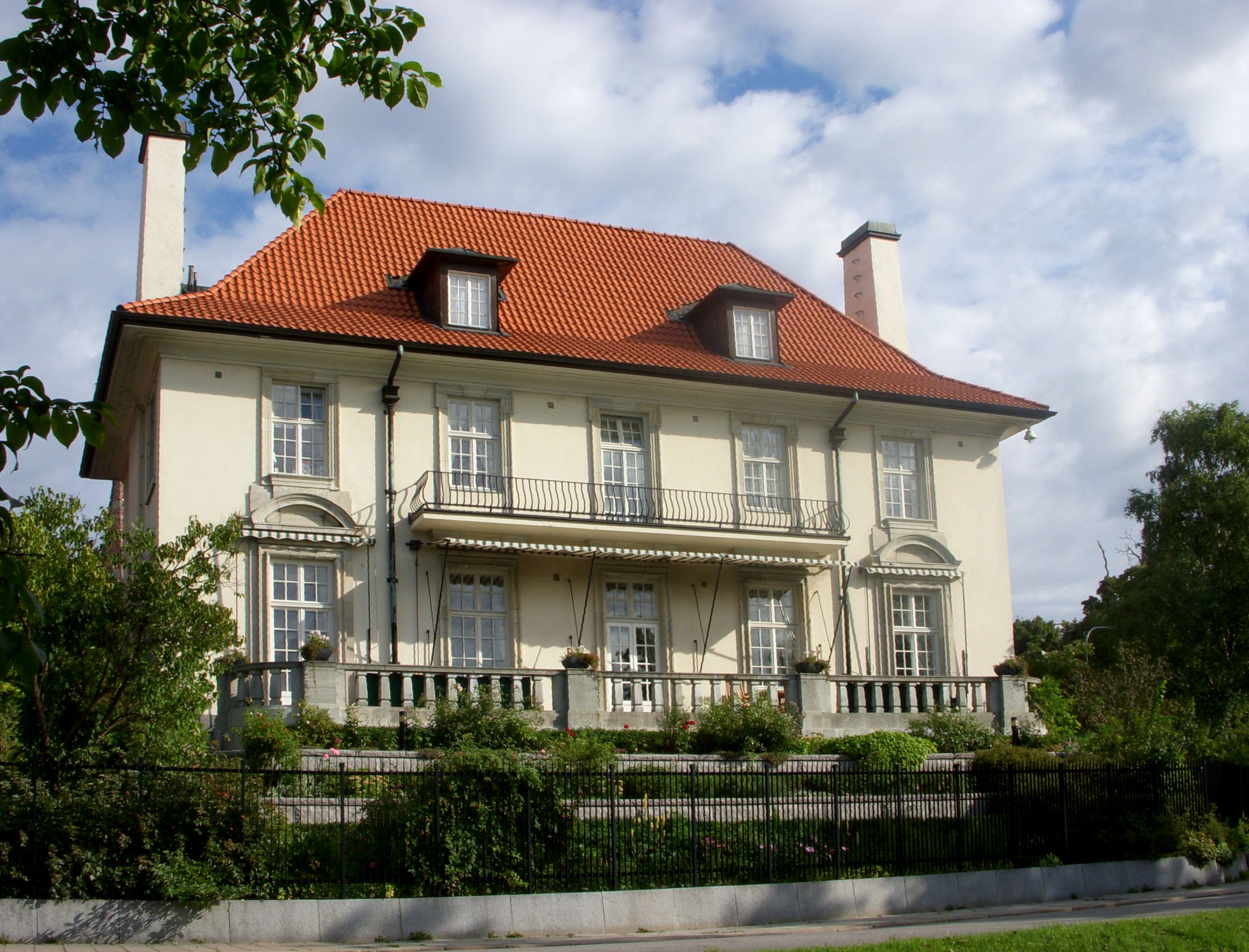
Brittiska residenset

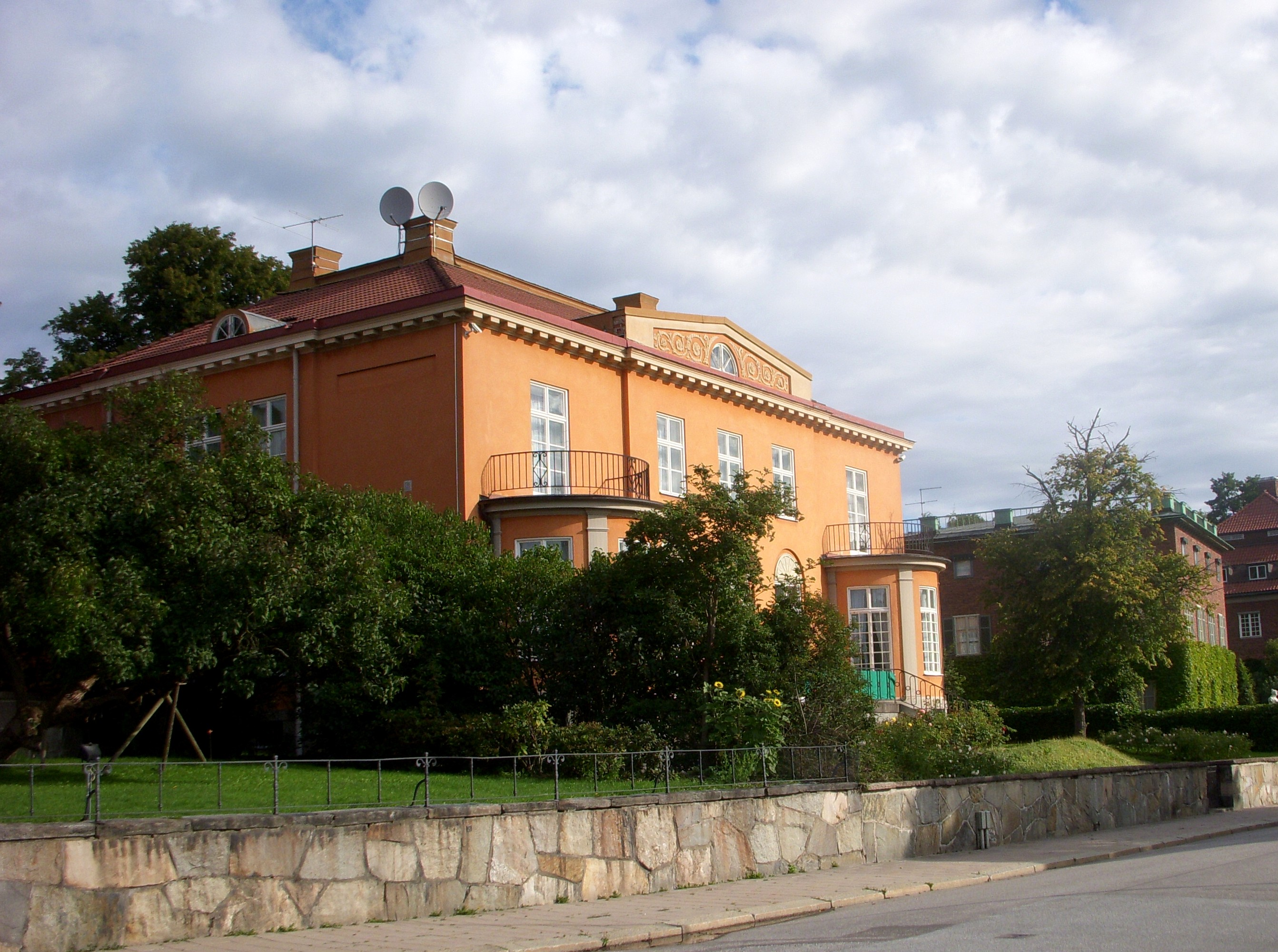
Villa Josephson

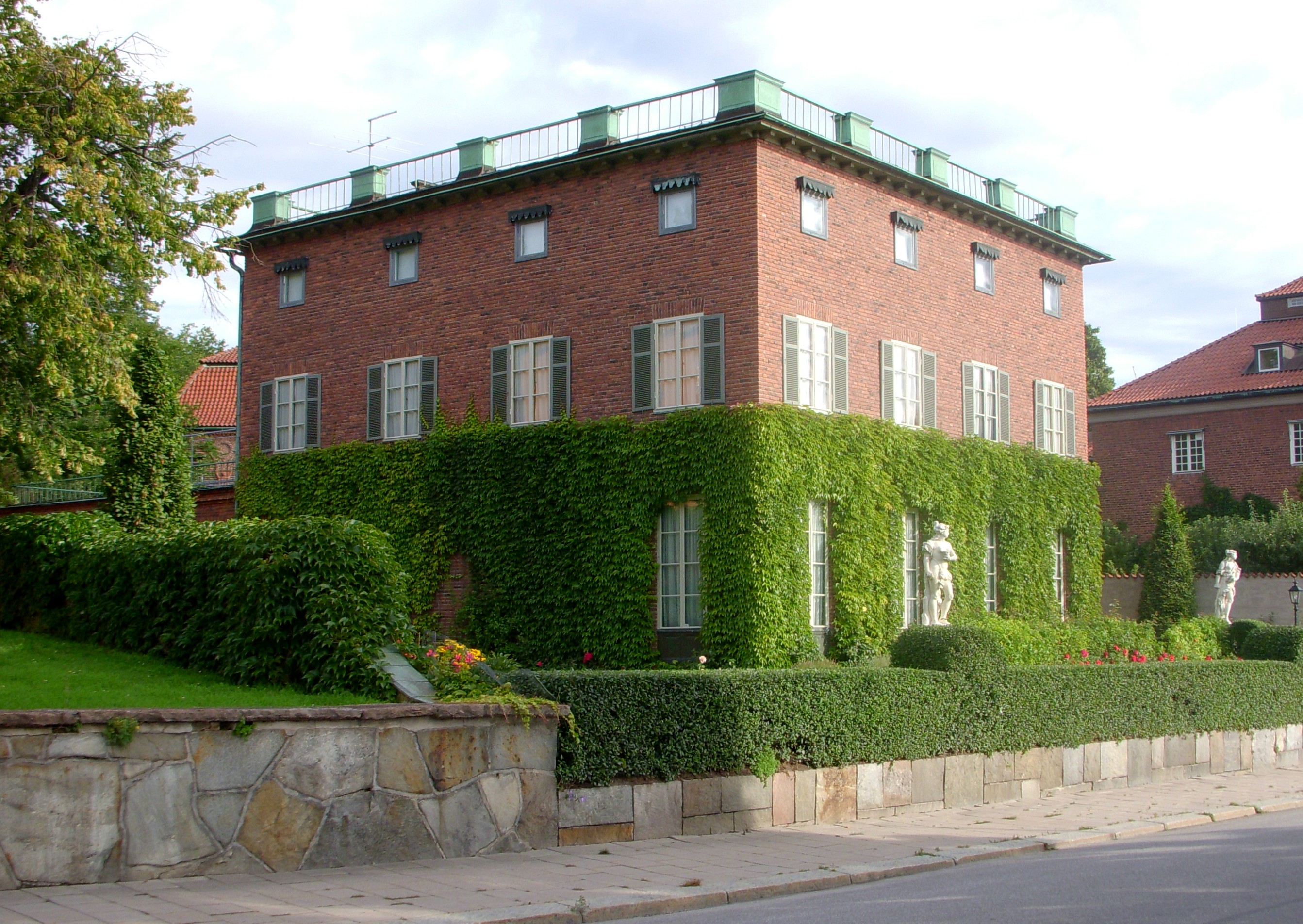
Villa Bonnier

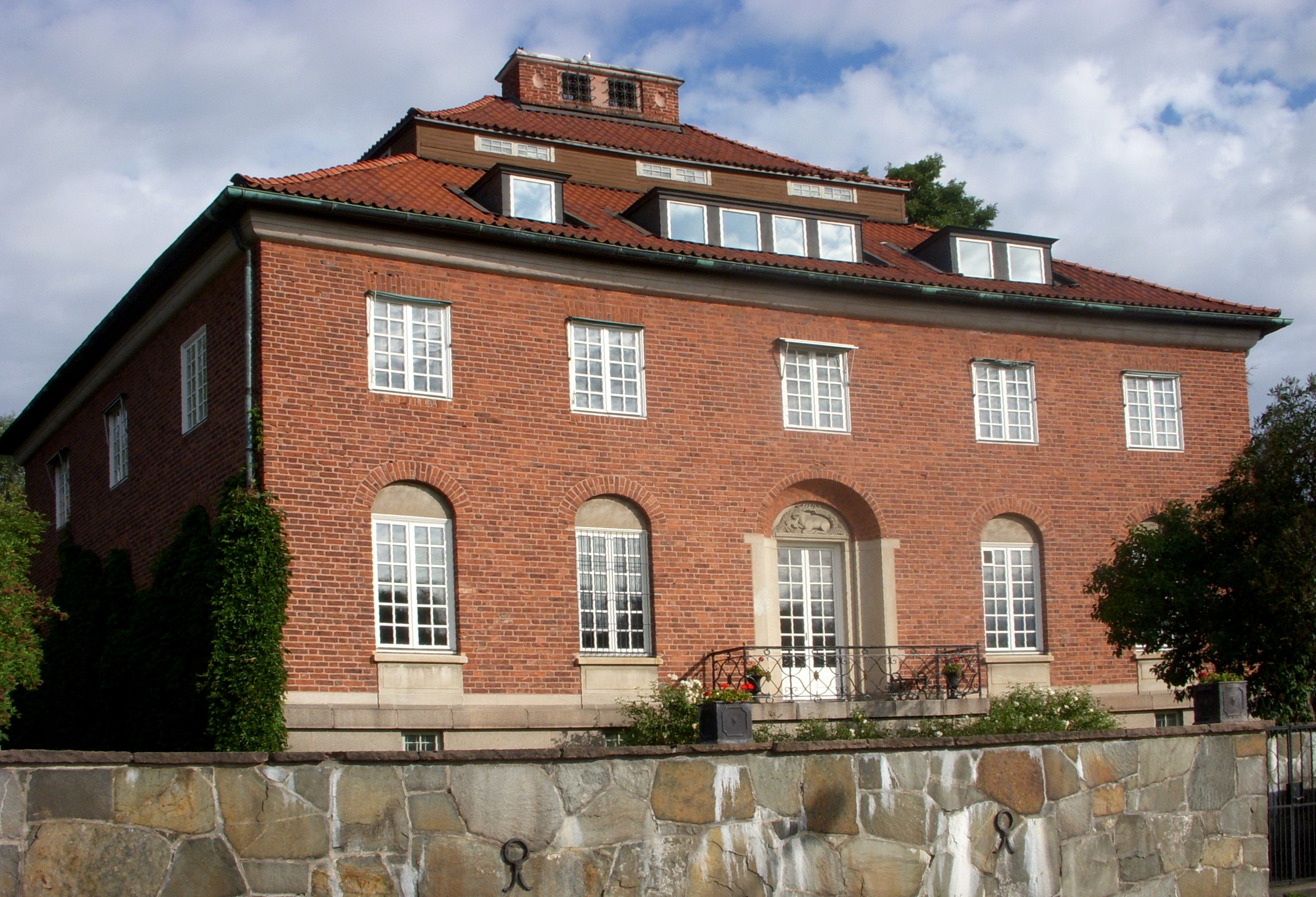
Bünsowska villan

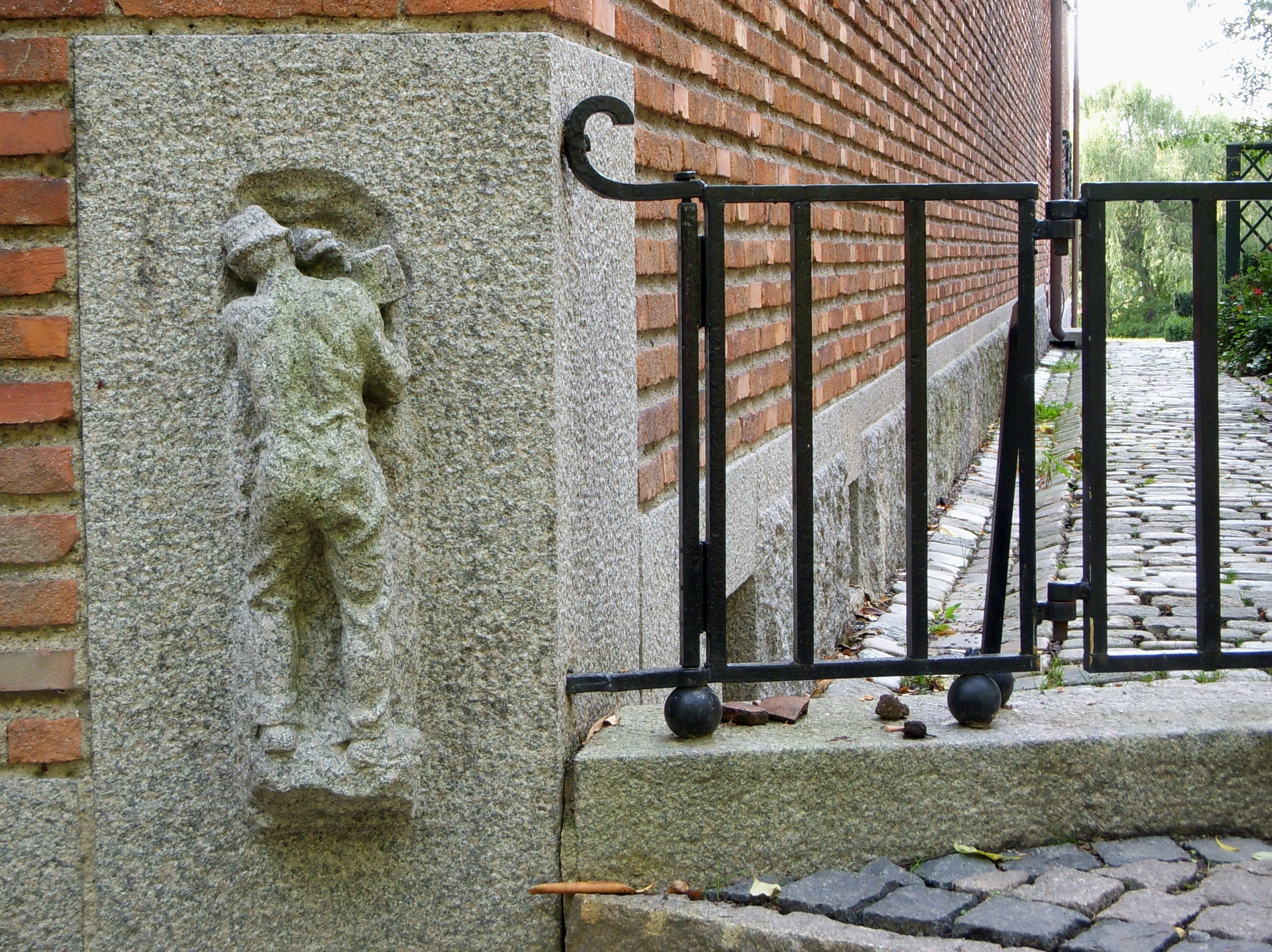
Villa Geber med stenhuggarens hälsning på sockeln.

Söder om Dag Hammarskjölds väg ligger tolv så kallade patriciervillor samlade i en halvcirkel runt Engelska kyrkan, de flesta med utsikt över Djurgårdsbrunnsvikens vatten. Fastigheterna domineras idag av ambassader och residens och hör numera till de mest centralt belägna villorna i Stockholm. Två villor i området är de hittills dyraste svenska privatvillorna genom tiderna, Bünsowska villan såld för 115 miljoner kronor 2007 och Villa Geber som såldes för 70 miljoner kronor 2001.

### Stadsplanen
År 1911 hade arkitekten Ferdinand Boberg utarbetat ritningar till ett monumentalt Nobelpalats i området för nuvarande Nobelparken, men planerna förverkligades aldrig. Namn som Nobelparken och Nobelgatan påminner om detta. Snart började arbetet med en stadsplan för exklusiva bostadshus i trakten kring dåvarande Skogsinstitutet. 
Redan 1911 började stadsplanearbetet. I ett yttrande av Kungl. Maj:t. (Gustaf V) till byggnadsnämnden av den 13 oktober 1913 nämndes vissa grundprinciper som skulle gälla för den nya stadsdelen enligt följande: 
| ” | Genom nådigt brev av den 15 december 1911 angående fastställelse av stadsplan för vissa områden av Norra Djurgården i Stockholm m.m. hava Vi fastställt, bland annat, de byggnadsbestämmelser, att å de med IV och V å stadsplanekartan betecknade kvarteren invid Skogsinstitutet, numera benämnda Diplomaten, de med svarta punkter utmärkta områden icke finge bebyggas, samt att ritningar till byggnader å tomter i nämnda kvarter icke finge fastställas av Stockholms stads byggnadsnämnd, förrän de beträffande läget å tomten och yttre anordningar blivit av Oss på vederbörlig framställning godkända ... | „ |

Av brevet framgår även att namngivningen av kvarteren som Diplomaten redan tidigt hade en ”diplomatisk” anknytning och man tror att syftet med området var att utländska beskickningar skulle etablera sig här. Trots detta uppfördes elva av de tolv villorna av privatpersoner och det skulle dröja många år innan området fick en tydligare koppling till diplomati. Beteckningen Diplomatstaden föddes dock tidigt och finns omnämnt i skrift redan 1919.
Från 1913 utvisar Stockholms adresskalender för första gången adressen ”Laboratoriegatan” med kvarteren ”Diplomaten 1–4”. Som ägare anges Kungl. Maj:t och Kronan. Stockholmskartan från 1915 redovisar ett delvis bebyggt kvarter ”Diplomaten”. Från 1915 finns även kvarteret ”Ambassadören 1–6” upptaget i adresskalendern och även här står Kronan angiven som ägare till tomterna. Den från början enkla tomtindelningen med fyra respektive sex tomter i varje kvarter ändrades 1924.
Diplomatstadens stadsplan ritades av Stockholms stadsplanechef Per Olof Hallman mellan år 1911 och 1914. I stadsplanen reglerades i stora drag vilka byggnadsmaterial som fick användas och byggnadernas yttre form. Fasadmaterialet skulle huvudsakligen bestå av rött tegel, vilket gav villorna en relativt enhetlig karaktär. Några byggnader avviker dock starkt från denna bestämmelse: villan för engelska ministern har en ljus, nästan vit avfärgad puts och Tillbergska villan har en gammalrosa nyans. Husens slutgiltiga utformning bestämdes i hög grad av hur tomterna var utformade.
Tomten i kvarteret Legationssekreteraren (Villa Åkerlund) tillkom i sin nuvarande form i början av 1920-talet och avviker helt från Hallmans stadsplan, där han anordnade villakvarteren i form av en solfjäder runt Engelska kyrkan. Kvarteret, som inkräktar i Nobelparken, verkar vara specialritat för byggnaden och tycks så att säga påklistrat på Nobelgatans sydvästra sida. Ursprungligen hade dock tomten en trapetsliknande form snarlik de övriga tomterna i området. Legationssekreteraren, med adressen Nobelgatan 2, nämns första gången 1923 i Stockholms adresskalender och hette då ”Legationssekreteraren nr 1”.

### Byggherrar
Diplomatstaden till trots kom samtliga villor, utom det Brittiska residenset, att uppföras av förmögna privatpersoner med höga krav på avskildhet och behov av stora utrymmen för representation och en omfattande hushållspersonal. Flera av tidens stora företagare var representerade; bland andra Berndt August Hjorth (Bahco), Carl Wikström (masonit) och Erik Åkerlund (Åhlén & Åkerlunds förlag, Åkerlund & Rausing), framstående jurister och politiker såsom Ernst Trygger (statsminister) och Knut Tillberg (häradshövding, affärsman). Därtill fanns bland ägarna många som tillhörde några av dåtidens mest förmögna familjer i Sverige; Bonde (politiker, adel), Bonnier (publicister), Bünsow (trävaror), Gumælius (politiker, publicister) och Josephson (affärsmän). 
Innan villorna byggdes fanns andra ägare till flera av fastigheterna och en livlig handel med dessa attraktiva tomter uppstod i början av 1920-talet. Ambassadören nummer 9 ägdes av en grevinna Lewenhaupt innan den såldes till B.A. Hjorth. Robert Bünsow ägde bland annat Ambassadören nummer 4 och 5, varav nummer 5 kvarblev i hans ägo och 4:an såldes vidare till Carl Wickström, som sedan delade sin tomt och överlät ena halvan till sin syster Margit Bonde och hennes man. Ambassadören nummer 2 och 3 ägdes av K. Hulth respektive S. Hulth. Ingen av dem byggde, utan nummer 2 såldes vidare till John Josephson och 3:an till Åke Bonnier. Diplomaten nummer 7 ägdes av en bankdirektör N. Persson, som sedermera sålde fastigheten till Gumælius. Även Legationssekreteraren nummer 3 hade en annan ägare (en rentier K. Bergsten) innan Erik Åkerlund förvärvade tomten.
Redan 1924 överläts Tillbergska villan till Electrolux-VD:n Axel Wenner-Gren, som gjorde huset känt för många stora fester och namnet ”Wennergrenska palatset”. Så småningom kom flertalet fastigheter att säljas till privatpersoner, ambassader och andra institutioner. De enda privata ägarna är idag cykelkungen Salvatore Grimaldi (Villa Geber) och filippiniern Clarence Tan (Bünsowska villan). Ingen av de privat uppförda villorna är idag i ursprungsfamiljens ägo.
På 1930-talet vaknade fler utländska staters intresse för att förlägga sin ambassadverksamhet hit. Bland de första var USA som från 1935 hyrde Villa Åkerlund till sin envoyé Laurence Steinhardt. Från slutet av 1960-talet disponerades hälften av fastigheterna för diplomatisk verksamhet. Idag ägs de flesta av villorna av utländska stater för sina ambassader, respektive som residens för deras personal.

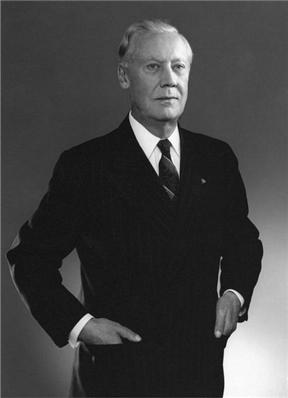
Axel Wenner-Gren
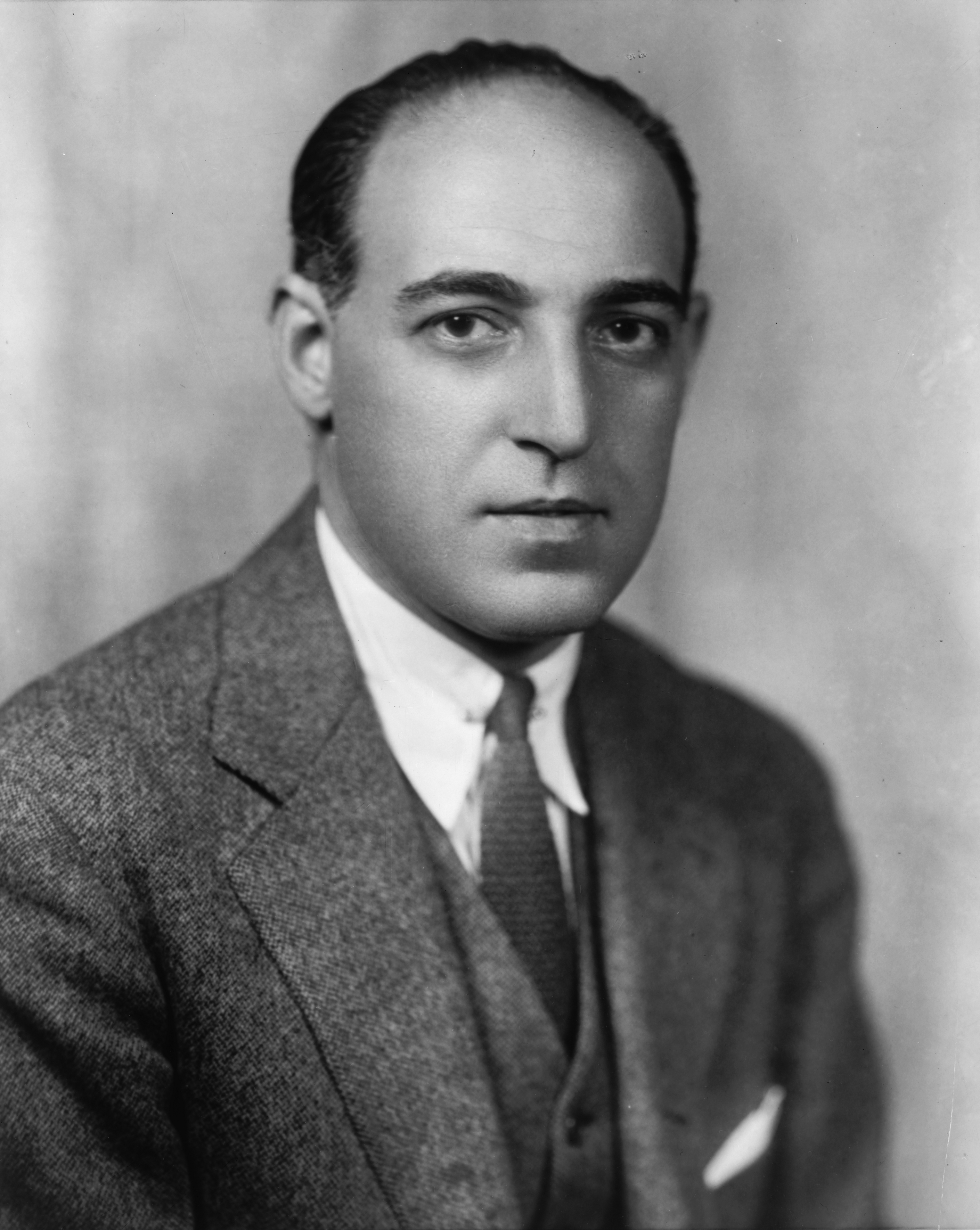
Laurence Steinhardt
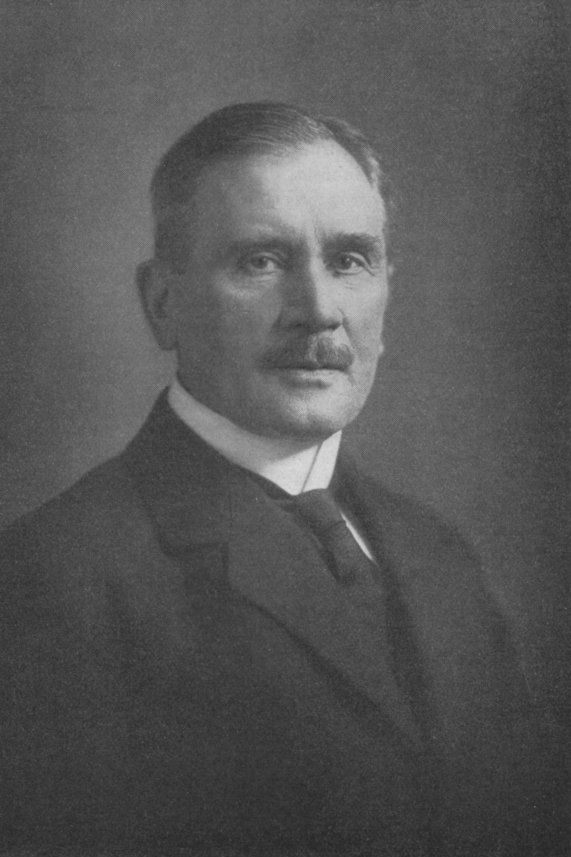
Ernst Trygger
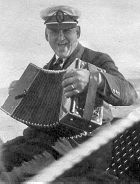
Erik Åkerlund
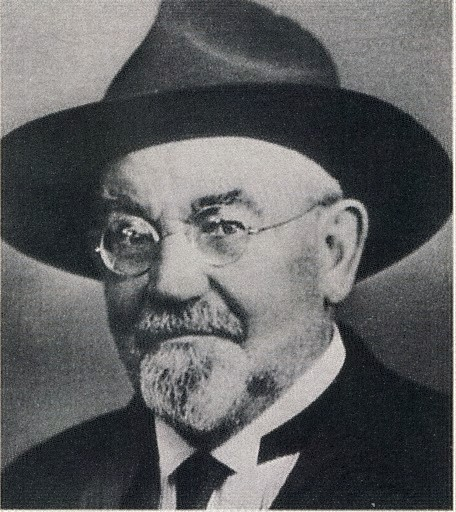
Berndt August Hjorth

### Arkitekter
Villorna uppfördes under 1910- och 1920-talen av några av den tidens mest erkända arkitekter som Ragnar Östberg, Ivar Tengbom, Cyrillus Johansson, Erik Josephson och Carl Westman. Området där Diplomatstadens villor skulle uppstå var platsen för läktarna under Stockholmsolympiadens seglings- och roddtävlingar 1912. Så snart dessa var rivna påbörjades arbetet med villorna. Det första huset som byggdes i området var Villa Geber från 1913, ritat av Ragnar Östberg. Brittiska residenset ritades 1913 av den brittiske arkitekten Sir Richard Allison och disponeras fortfarande av Storbritanniens ambassad. Samma år hade Engelska kyrkan flyttats från Wallingatan på Norrmalm till området under ledning av arkitekt Adolf Emil Melander. En av de sista villorna var Villa Bonnier 1927, även den ritad av Ragnar Östberg för Åke Bonnier. År 1932 färdigställdes Villa Åkerlund på en tomt väster om Nobelgatan, som ursprungligen inte ingick i Per Olof Hallmans stadsplan.

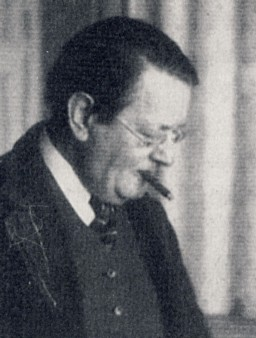
Cyrillus Johansson
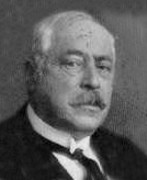
Erik Josephson
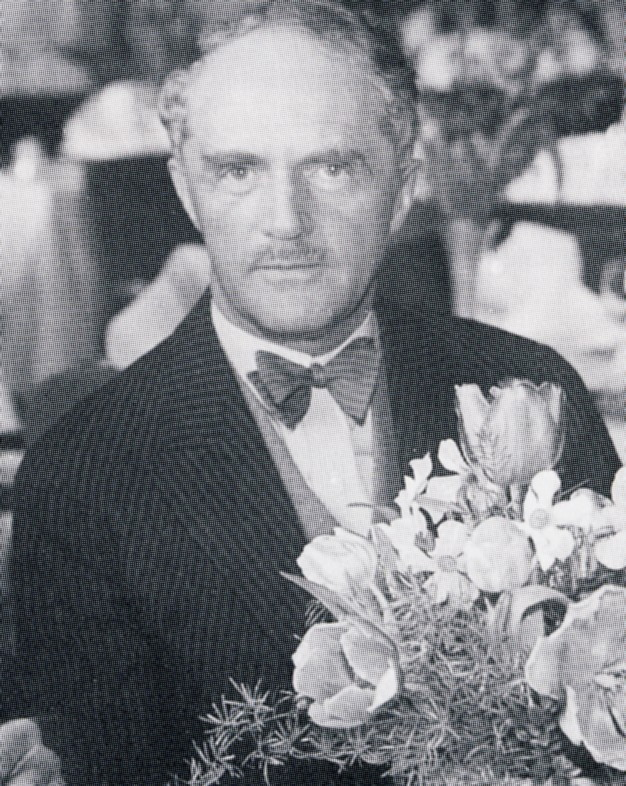
Ivar Tengbom
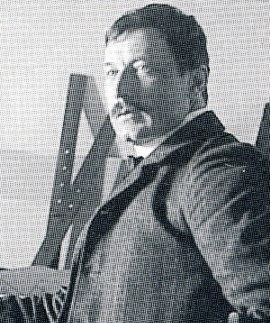
Ragnar Östberg
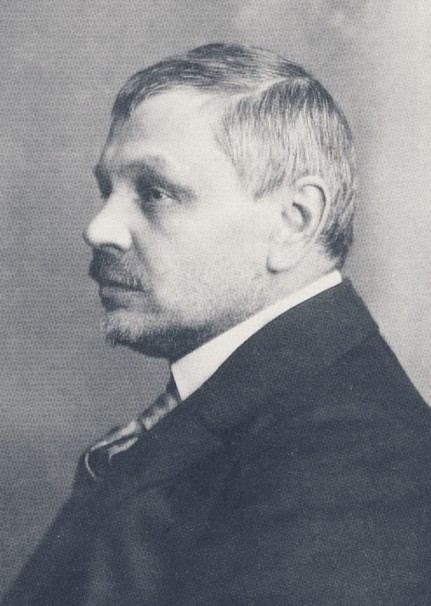
Carl Westman

### Tidsandan
Uppförandet av villorna i Diplomatstaden genomfördes under tre decennier som var präglade av krig och fred, av lågkonjunktur och glada 1920-talets högkonjunktur samt den stora depressionen i slutet av 1920- och början av 1930-talet. Gemensamt för dessa tre decennier var en enorm bostadsnöd i Stockholm, som ständigt ökade. Trångboddheten var på 1920-talen värre än i de flesta andra europeiska länder. Det fanns bara ett land i Europa som hade en större trångboddhet än Sverige vid den här tidpunkten och det var Finland. På grund av den dåliga bostadssituationen och den svaga samhällsekonomin minskade barnafödandet kontinuerligt vilket föranledde bland annat paret Alva och Gunnar Myrdal att 1934 skriva debattboken Kris i befolkningsfrågan.
Tryggerska villan, Bünsowska villan och Tillbergska villan planerades och byggdes samtliga under eller kort tid efter första världskriget i en tid av materialbrist, arbetslöshet och ransonering. År 1917, under första världskrigets slutskede, beställde vice häradshövdingen Knut Tillberg en villa med nära 25 rum (biutrymmen ej medräknade); samtidigt pågick Hemutställningen 1917 på Liljevalchs konsthall där man demonstrerade hur en barnfamilj kunde bo i ett ”bostadskök” eller ”spisrum” (ett kök som var samtidigt vardagsrum och sovrum för alla familjemedlemmar). År 1918 beslöt regeringen att bygga nödbostäder – eller ”tillfälliga bostadsbyggnader av trä” – med statliga och kommunala bidrag. Mellan 1917 och 1924 uppfördes cirka 2 500 sådana nödbostäder i Stockholm, varav några finns kvar idag, bland andra Cedersdalsgatans hus och bostadslängan i kvarteret Bergsryggen i Ulvsunda. År 1916 bildades Stockholms Kooperativa Bostadsförening (SKB) och 1924 HSB:s riksförbund för att finna en egen lösning på bostadsnöden.

### Konstnärlig utsmyckning
Nere vid Djurgårdsbrunnsvikens strand i höjd med Kruthusplan finns bronsskulpturen Den vilande Diana, ursprungligen skapad i mitten av 1500-talet av den franska konstnären Jean Goujon. En kopia restes 1964 på sin nuvarande plats.

### Översikt
| Fastighet            | Byggår | Arkitekt           | Byggherre            | Fastighetsägare 2010    | Verksamhet 2010        |
| -------------------- | ------ | ------------------ | -------------------- | ----------------------- | ---------------------- |
| Villa Geber          | 1913   | Ragnar Östberg     | Philip Geber         | Salvatore Grimaldi      | privatbostad           |
| Tryggerska villan    | 1914   | Ivar Tengbom       | Ernst Trygger        | Sveriges advokatsamfund | kontor                 |
| Brittiska residenset | 1915   | Richard Allison    | brittiska staten     | brittiska staten        | ambassadörsbostad      |
| Bünsowska villan     | 1919   | Carl Westman       | Robert Bünsow        | saudiarabiska staten    | ambassad               |
| Tillbergska villan   | 1919   | Ivar Tengbom       | Knut Tillberg        | sydkoreanska staten     | ambassad               |
| Villa Gumælius       | 1924   | Erik Trana         | A. S:son Gumælius    | ungerska staten         | ambassad               |
| Villa Bonde          | 1925   | Cyrillus Johansson | Nils Gustaf Bonde    | turkiska staten         | ambassad               |
| Villa Wikström       | 1925   | Cyrillus Johansson | Carl Wikström        | sydkoreanska staten     | ambassadörsbostad      |
| Villa Josephson      | 1926   | Erik Josephson     | John Josephson       | belgiska staten         | ambassadörsbostad      |
| Villa Bonnier        | 1927   | Ragnar Östberg     | Åke Bonnier          | svenska staten          | representationsbyggnad |
| Villa Hjorth         | 1930   | Curt Björklund     | Berndt August Hjorth | turkiska staten         | ambassadörsbostad      |
| Villa Åkerlund       | 1932   | Knut Perno         | Erik Åkerlund        | amerikanska staten      | ambassadörsbostad      |

### Diplomatisk anknytning
Nedan följer en sammanställning över årtal då respektive fastighet i Diplomatstadens villakvarter för första gången disponerades för diplomatisk verksamhet.
| Fastighet            | År         | Kommentar                                              |
| -------------------- | ---------- | ------------------------------------------------------ |
| Brittiska residenset | 1915–      | Uppfört som brittiskt residens                         |
| Villa Gumælius       | 1929?–1971 | Irans ambassad                                         |
| Villa Åkerlund       | 1935?–     | Disponerades av den amerikanske ministern              |
| Bünsowska villan     | 1939–1968  | Uthyrning till Brittiska ambassaden                    |
| Bünsowska villan     | 2010–      | Förvärvades av Saudiarabiska staten                    |
| Villa Wikström       | 1959?–     | Först Sydkoreas ambassad, och från 1995 dess residens. |
| Villa Josephson      | 1962–      | Förvärvades av belgiska staten                         |
| Villa Hjorth         | 1965–      | Förvärvades av turkiska staten                         |
| Tillbergska villan   | 1993–      | Sydkoreas ambassad                                     |
| Villa Bonde          | 1995–      | Turkiets ambassad                                      |
| Villa Bonnier        |            | Ej diplomatisk anknytning                              |
| Villa Geber          |            | Ej diplomatisk anknytning                              |
| Tryggerska villan    |            | Ej diplomatisk anknytning                              |

## Ambassadkvarteren
Nordost om villakvarteren, längs Gärdesgatan och Skarpögatan, utbreder sig ett område med moderna kontorskomplex som började uppföras efter andra världskriget. Man når området från norr via Valhallavägens smala förlängning. Här har kvartersbeteckningarna med namn Troppen, Kompaniet och Plutonen ingen anknytning till diplomatisk verksamhet utan till den tidigare militära aktiviteten. 

### Stadsplanen
Stadsplanen för kvarteren Kompaniet, Plutonen, Troppen med flera fastställdes den 23 augusti 1947 och är undertecknad av dåvarande stadsbyggnadsdirektören Sven Markelius. Beträffande områdets användning säger stadsplanebestämmelserna att ”området får endast bebyggas med statliga allmänna byggnader eller med utländska beskickningars legationsbyggnader”.
Kvarteret Troppen bytte 1958 namn till Plutonen 4 i samband med västtyska ambassadens bygglovsansökan. Väster om Gärdesgatan utbreder sig ett stort område med kontors- och studiobyggnader för Sveriges Radio och Sveriges Television. De övriga sju fastigheterna som finns här inrymmer genomgående ambassader, med undantag endast för Italienska kulturinstitutet.

### Ambassaderna
En av de första ambassaderna i området var Norges ambassad som invigdes 1952, byggd efter arkitekt Knut Knutsens ritningar. Byggnaden är den enda i området som tar upp villakvarterens tegelarkitektur. 1955 flyttade USA:s ambassad tvärs över gatan från Villa Åkerlund hit. År 1967 öppnade Storbritanniens ambassad sina portar, efter att tidigare haft sin verksamhet i Bünsowska villan i Diplomatstaden. Vid Gärdesgatan 10 uppfördes 1972 Japans ambassad efter arkitekt Yoji Kasajimas ritningar. Nyast i området är Finska borgen som togs i bruk av Finlands ambassad år 2001; byggnadens arkitekt var Kristian Gullichsen. 
År 1975 blev Västtysklands ambassad nyhetsstoff i samband med ockupationen av Kommando Holger Meins. Den amerikanska ambassaden har varit föremål för ett flertal demonstrationer och avspärrningar, bland annat i samband med Irakkriget och 11 september-attackerna 2001. Ambassaden är omgärdad med höga metallstängsel. Gärdesgatan och Skarpögatan är här sedan några år avspärrade för infart från Dag Hammarskjölds väg och det råder stoppförbud utanför ambassaden.

### Översikt
| Fastighet                   | Byggår | Arkitekt                             |
| --------------------------- | ------ | ------------------------------------ |
| Norges ambassad             | 1952   | Knut Knutsen                         |
| USA:s ambassad              | 1955   | Ralph Rapson och John Van der Muelen |
| Italienska kulturinstitutet | 1958   | Giò Ponti                            |
| Tysklands ambassad          | 1958   | Hans-Otto Muhlert                    |
| Storbritanniens ambassad    | 1967   | William S. Bryant                    |
| Japans ambassad             | 1972   | Yoji Kasajima                        |
| Finska borgen               | 2001   | Kristian Gullichsen                  |

## Området i populärkulturen
I den äldre av sällskapsspelet Monopols svenska versioner är Diplomatstaden den tredje dyraste tomten.